# Nowe Sioło (rejon stryjski)
Nowe Sioło (ukr. Нове Село, Nowe Seło) – wieś na Ukrainie, w obwodzie lwowskim, rejonie stryjskim, w hromadzie Hnizdyczów. W 2001 roku liczyła 420 mieszkańców.

## Historia
Pod koniec XIX w. część wsi Machliniec w powiecie stryjskim. Za II Rzeczypospolitej do 1934 roku wieś stanowiła samodzielną gminę jednostkową w powiecie żydaczowskim w woj. stanisławowskim. W związku z reformą scaleniową została 1 sierpnia 1934 roku włączona do nowo utworzonej wiejskiej gminy zbiorowej Ruda w tymże powiecie i województwie.
Pod okupacją istniała gmina Nowe Sioło. Po II wojnie światowej wieś została włączona do Ukraińskiej Socjalistycznej Republiki Radzieckiej.

## Urodzeni w miejscowości
- Zofia Rogoszówna – polska pisarka i poetka.